# NGC 5387
NGC 5387 ist eine 14,0 mag helle Spiralgalaxie vom Hubble-Typ Sbc im Sternbild Jungfrau. Sie ist schätzungsweise 231 Millionen Lichtjahre von der Milchstraße entfernt und hat einen Durchmesser von etwa 110.000 Lj.
Das Objekt wurde am 8. Mai 1864 von Albert Marth entdeckt.